# Magic Eye
Magic Eye (Olho Mágico no Brasil) é uma série de livros publicada por N.E. Thing Enterprises (renomeada em 1996 para Magic Eye Inc.). Os livros apresentam autoestereogramas, que permitem às pessoas enxergarem imagens em três dimensões focalizando desenhos impressos em duas dimensões. Christopher Tyler criou o primeiro autoestereograma em 1979.
Em 1991, Tom Baccei e Cheri Smith tentaram um acordo com Tenyo, uma empresa japonesa que se especializava em vender suprimentos ilusionistas (mágicos). Tenyo publicou seu primeiro livro em 1991 com o título de Miru Miru Mega Yokunaru Magic Eye (“Sua visão fica melhor em um curto período de tempo: Olho Mágico”), e em pouco tempo este livro se tornou um best-seller no Japão.
O primeiro livro do gênero nos Estados Unidos, Magic Eye: A New Way of Looking at the World foi lançado por Andrews & McMeel em 1993. Em um ano veio mais duas continuações que também se tornaram populares. Os três livros permaneceram por um total de 73 semanas no bestsellers list do New York Times. Posteriormente dezenas de outros produtos foram lançados para postcards, mousepads, merendeiras, etc.
Os livros Olho Mágico possuem padrões repetidos horizontalmente, com uma determinada distância que sobrepõe a outros padrões "atrás" destes e com uma distância maior entre eles, causando a sensação de que estão sendo visto mais longes ou mais pertos dependendo da distância destes padrões, ideia que é utilizada para a produção de cinema em 3D.
Estereogramas do mesmo tipo das do livro também são utilizadas por oftalmologistas e terapeutas da visão no tratamento de desordens de acomodação da visão binocular.